# Bernard Goldstein
Bernard Goldstein (* 1889 in Siedlce; † 7. Dezember 1959 in New York City) war ein polnischer Politiker und ein führendes Mitglied des Allgemeinen Jüdischen Arbeiterbunds (Bund).

## Erste Jahre
Schon im Alter von 13 Jahren wurde Goldstein Mitglied verschiedener sozialistischer Gruppen. 1905 wurde er bei einer Demonstration des Allgemeinen Jüdischen Arbeiterbundes festgenommen und inhaftiert. Nach seiner Freilassung war Goldstein vor allem in den Gewerkschaften aktiv. Er war Vertreter der Pelzarbeiter, für die er Streiks und Demonstrationen organisierte. Während des Ersten Weltkriegs wurde er wegen dieser Aktivitäten nach Sibirien verbannt. Goldstein konnte aber zu Beginn der russischen Oktoberrevolution 1917 befreit werden. Später nahm er an der Revolution in Kiew aktiv teil. Er wurde Mitglied des Kiewer Sowjet und organisierte für ihn Milizen.

## Zwischen den Kriegen
Nach dem Ende des Krieges im Jahr 1919 kehrte Bernard Goldstein zurück nach Warschau, wo er Mitglied des Zentralkomitees des Bundes und der Gewerkschaften wurde. In den nächsten Jahren bildete er vor allem die Milizen des Bundes, die ähnliche Aufgaben hatten, wie in Deutschland das Reichsbanner der SPD. Die Miliz schützte die Juden vor dem wachsenden Antisemitismus bei Veranstaltungen, Demonstrationen und Streiks des Bundes.

## Im Widerstand
Zu Beginn des Zweiten Weltkriegs im September 1939 flüchtete Goldstein mit vielen Bundisten aus Warschau. Einige Wochen später kehrte er zurück, um die illegalen Aktivitäten mit zu leiten. Er wurde leitendes Mitglied der Partei und Gewerkschaft. „Genosse Bernard“, wie er unter den Bundisten genannt wurde, organisierte auch weiterhin die Bundmiliz. Er war zusammen mit Adam Sznaidmil und Abraham Blum einer der drei Kommandeure.
Im Ghetto wurde er Mitglied verschiedener Diskussionszirkel wie dem „Roten Kreis“, gab Zeitungen heraus und bildete die Miliz aus. Im Oktober 1942 wurde er Mitglied des Koordinationskomitees der neuen Jüdischen Kampforganisation (ZOB). Im Dezember 1942 flüchtete er aus dem Warschauer Ghetto, versteckte sich und hielt mit dem polnischen Widerstand Kontakt. Goldstein überlebte den Krieg, doch verließ er Polen, weil ihm eine politische Arbeit unter den neuen stalinistischen Machthabern nicht mehr möglich war. Er starb 1959 in New York.

## Veröffentlichungen
- Die Sterne sind Zeugen. Europäische Verlagsanstalt, Hamburg 1950; Neuausgabe Ahriman-Verlag, Freiburg 1992, ISBN 3-922774-69-5